# Mycodrosophila carola
Mycodrosophila carola är en tvåvingeart som beskrevs av Wheeler och Hajimu Takada 1964. Mycodrosophila carola ingår i släktet Mycodrosophila och familjen daggflugor. Inga underarter finns listade i Catalogue of Life.